# Муравьи в штанах
«Муравьи в штанах» (нем. Harte Jungs) — молодёжная кинокомедия производства Германии, снятая в 2000 году режиссёром Марком Ротемундом по мотивам романа 1971 года Альберто Моравиа «Он и я» (итал. Io e lui).
Тэглайн фильма — «Давай, вперёд!» (нем. Los, trau dich!).
В 2002 году на экраны вышел сиквел — «Новые муравьи в штанах».

## Сюжет
Главный герой фильма — подросток Флориан. Он влюбляется в красивую девушку Леони, и теперь куда бы Фло не посмотрел, везде он видит Леони. А она не обращает на Фло никакого внимания. В финале фильма спектакль «Ромео и Джульетта», в котором Фло играет Ромео, а Джульетту — Лиза. Но, в конце концов, Флориан понимает, что Леони ему не нужна, а он любит маленькую неприметную Лизу.

## В ролях
| Актёр          | Роль               |
| -------------- | ------------------ |
| Тобиас Шенке   | Флориан Томас      |
| Аксель Штайн   | Рудольф «Рэд Булл» |
| Луиза Хельм    | Лиза               |
| Мина Тандер    | Леони              |
| Том Ласс       | Дирк               |
| Андреа Завацки | тётя Зельда        |